# Communauté de communes du Pays Rignacois
La  communauté de communes du Pays Rignacois  est une communauté de communes française, située dans le département de l'Aveyron.

## Historique
Elle est créée le 29 décembre 1995.

## Territoire communautaire

### Composition
La communauté de communes est composée des 8 communes suivantes :

| Nom                 | Code Insee | Gentilé        | Superficie (km2) | Population (dernière pop. légale) | Densité (hab./km2) |
| ------------------- | ---------- | -------------- | ---------------- | --------------------------------- | ------------------ |
| Rignac (siège)      | 12199      | Rignacois      | 33,35            | 2 019 (2022)                      | 61                 |
| Anglars-Saint-Félix | 12008      | Anglélixois    | 22,22            | 918 (2022)                        | 41                 |
| Auzits              | 12016      | Auzitois       | 24,34            | 813 (2022)                        | 33                 |
| Belcastel           | 12024      | Belcastelois   | 10,74            | 190 (2022)                        | 18                 |
| Bournazel           | 12031      | Bournazelois   | 16,35            | 325 (2022)                        | 20                 |
| Escandolières       | 12095      | Escandoliérois | 13,5             | 222 (2022)                        | 16                 |
| Goutrens            | 12111      | Goutreniens    | 25,99            | 478 (2022)                        | 18                 |
| Mayran              | 12142      | Mayranais      | 15,36            | 614 (2022)                        | 40                 |

### Démographie
| 1968  | 1975  | 1982  | 1990  | 1999  | 2008  | 2013  | 2018  |
| ----- | ----- | ----- | ----- | ----- | ----- | ----- | ----- |
| 5 696 | 5 230 | 4 977 | 4 760 | 4 618 | 5 137 | 5 436 | 5 577 |

## Administration

### Siège
Le siège de la communauté de communes est situé à Rignac.

### Les élus
Le conseil communautaire de la communauté de communes se compose de 26 conseillers, représentant chacune des communes membres et élus pour une durée de six ans.
Ils sont répartis comme suit :
| Nombre de conseillers | Communes                           |
| --------------------- | ---------------------------------- |
| 8                     | Rignac                             |
| 4                     | Anglars-Saint-Félix, Auzits        |
| 3                     | Mayran                             |
| 2                     | Bournazel, Escandolières, Goutrens |
| 1 (+1 suppléant)      | Belcastel                          |

### Présidence
| Période                                  | Période                         | Identité         | Étiquette | Qualité         |
| ---------------------------------------- | ------------------------------- | ---------------- | --------- | --------------- |
| Les données manquantes sont à compléter. |                                 |                  |           |                 |
| ?                                        | En cours (au 16 septembre 2020) | Jean-Marc Calvet | LR        | maire de Rignac |

### Régime fiscal et budget
Le régime fiscal de la communauté de communes est la fiscalité additionnelle avec fiscalité professionnelle de zone et sans fiscalité professionnelle sur les éoliennes.